# José María de Andueza
José María de Andueza (Vitoria, 12 de marzo de 1809 - La Coruña, 1865), periodista y escritor romántico español.

## Biografía
Escribió novelas históricas y ejerció el periodismo en Cuba. Visitó La Habana por primera vez en 1825 y además diversos lugares de las provincias occidentales. Regresó a España en 1830 y allí redactó el Panorama Matritense (1836). Ese mismo año vuelve a Cuba. Allí estrenó los dramas Guillermo (1838), considerado como el primero de tendencias románticas escrito en Cuba, María de Padilla (1839) y Blanca de Navarra (1839). Fue redactor y colaborador de Noticioso y Lucero, Diario de La Habana y El Faro Industrial de La Habana. Colaboró además en la segunda época de El Plantel, prestigiosa revista literaria cubana, de la que fue nombrado codirector (nov. 1838-ago. 1839) en sustitución de Palma y de Echeverría y donde publicó artículos biográficos y costumbristas bajo el pseudónimo Abén Zaide, el poema «La serenata» y las novelas Abul Hacem, Espatolino y Margarita. De regreso en su país llegó a ser gobernador civil de Toledo. En España colaboró en la Revista de Teatro (1843), El Noticiero (1854-1859) y Semanario Pintoresco Español. Al morir desempeñaba el cargo de secretario del Banco de La Coruña. Utilizó el seudónimo Aben-Zaide.

## Obras

### Cuadros de costumbres
- Isla de Cuba: pintoresca, histórica, política, literaria, mercantil e industrial Madrid: Boix, 1841
- Trabajos y miserias de la vida: cuadros joco-serios. Entretenimiento traducido y original de Aben-Zaide Madrid: Boix, 1842.

### Novela
- La heredera de Almazán; o, Los Caballeros de la Banda. Novela histórica del siglo XIV. La Habana, Imp. de Palmer, 1837. 4 t., reimpresa con otro título en España: Los caballeros de la Banda o Las revueltas de Castilla: novela histórica caballeresca del siglo XIV, reimpresa en Madrid: Libr. de León Pablo Villaverde etc.; Barcelona: Librería de los hermanos Sala, 1856, y después en Madrid y Barcelona en 1863.
- Carlos III o Los mendigos de la Corte Madrid : Librerías de Salvador Monserrat, 1859.
- Rey, emperador y monge Madrid: Librerías de León Pablo, etc. ; Barcelona: Librerías de los hermanos Sala, etc, 1856.
- Don Felipe el Prudente Madrid: Libr. de León Pablo Vilaverde etc; Barcelona: Libr. de la viuda Saurí etc.
- "La Sombra de los Renegados" Aurea Editores España, 1.ª ed. 2006

### Teatro
- Guillermo. Drama en prosa y verso. La Habana, Imp. de D. J. M. Palmer, 1838.
- Pedro y Catalina ó El gran maestro: zarzuela en un acto y en verso; música del maestro Martín Sánchez Allú. Madrid: 1855
- También en el amor se acierta, pero es más fácil errar: comedia
- Pedro y Catalina; o, El Gran Maestro. Zarzuela. Madrid, Rodríguez, 1855.

### Historia
- Historia de las revoluciones de las colonias españolas de la América del Sur. Madrid, 1843.